# 上贡麻乡
上贡麻乡，是中华人民共和国青海省果洛藏族自治州甘德县下辖的一个乡镇级行政单位。

## 行政区划
上贡麻乡下辖以下地区：
哇英牧委会、旺日呼牧委会、隆亚牧委会、扎加隆牧委会和珠合隆牧委会。